# Sonata romàntica sobre un tema espanyol

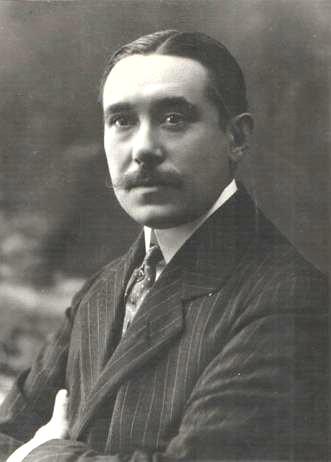
Joaquín Turina

La sonata romàntica sobre un tema espanyol, op.3, va ser creada el 1909 pel compositor Joaquín Turina (1882–1949). Aquesta obra consisteix en una sonata per a piano d'estil romàntic (típica del segle xix i del segle xx).